# Голубкіна Марія Андріївна
Марія Андріївна Голубкіна (при народженні Марія Миколаївна Щербинська; нар.. 22 вересня 1973, Москва, СРСР) — російська актриса театру та кіно, теле- і радіоведуча.

## Життєпис
Народилася 22 вересня 1973 року в Москві.

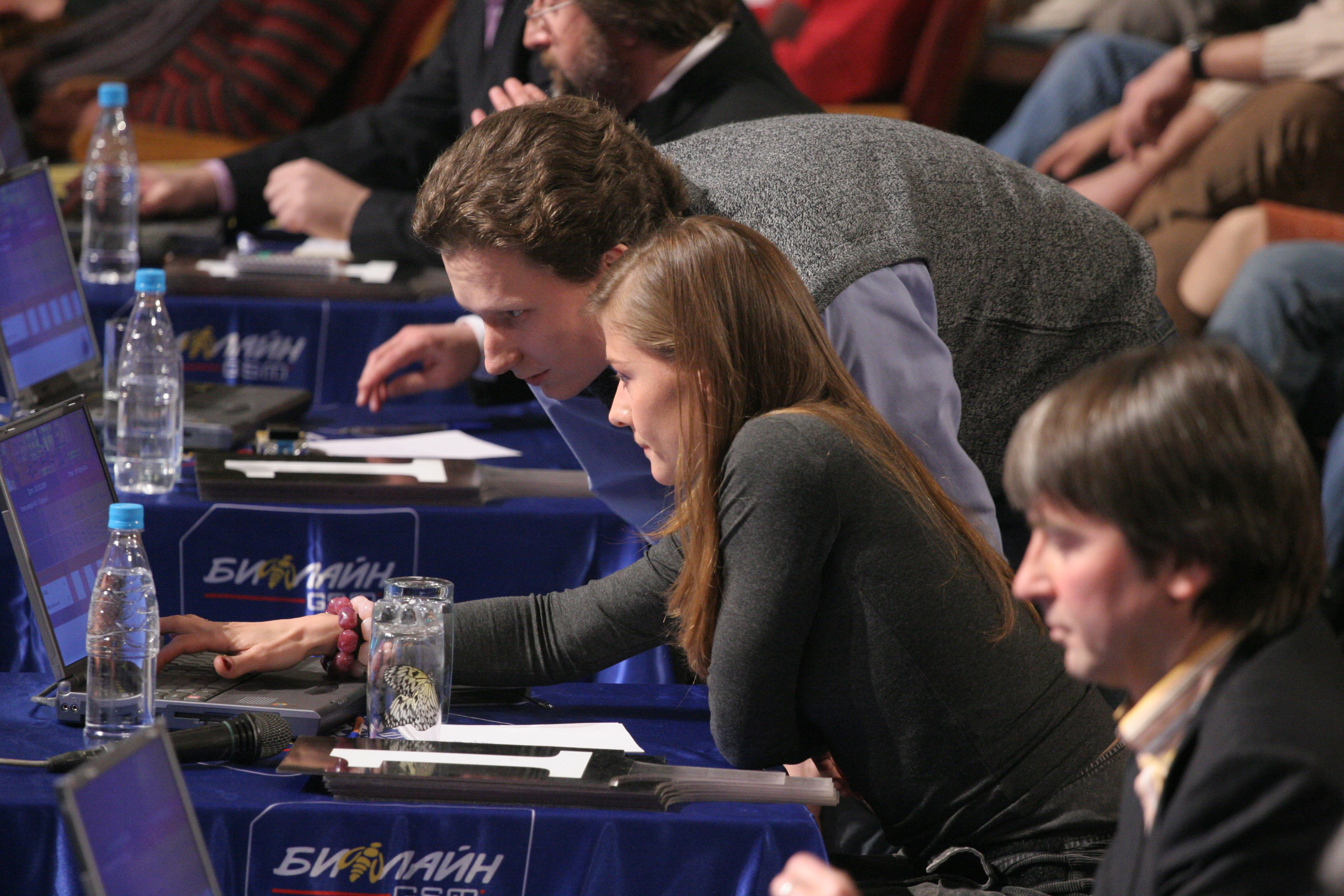
Марія Щербинська в журі КВК

Навчалася в Московській середній загальноосвітній школі № 188 .
У 1995 році Щербинська закінчила театральне училище імені Бориса Щукіна. З 1996 року актриса Московського театру сатири, з 2007 по 2010 роки — Московського драматичного театру імені О. С. Пушкіна.
У 1990 році Щербинська дебютувала в кіно у фільмі В'ячеслава Криштофовича «Ребро Адама», за роль в якому була удостоєна премії гільдії кіноакторів Росії «Сузір'я».
У 2005—2006 роках входила до складу журі ігор вищої ліги КВК, що виходили на «Першому каналі».
У 2007 році Щербинська вела денне шоу на радіо " Маяк "
З 2012 по 2014 рік — ведуча шоу «Дівчата» на телеканалі Росія-1 разом з Іриною Салтиковою, Ольгою Шелест, Аллою Довлатовою, Ритою Митрофановоїю, Юлією Куварзіною, Туттою Ларсен, Мариною Голуб та Юлією Барановською.
У 2014 році Щербинськаповертається на радіо «Маяк»: з 3 квітня 2014 року співведуча денного шоу «Любов і голуби» спільно з Маргаритою Митрофановою
У 2015 році взяла участь у літературно-просвітницькому проекті «Бути поетом!».

### Родина
- Мати — актриса Лариса Голубкіна (нар. 9 березня 1940), народна артистка РРФСР.
- Батько — сценарист, режисер, оператор, письменник і поет — Микола Георгійович Щербинський (нар. 8 січня 1945), працював у Державному комітеті з питань зовнішньоекономічних зв'язків при Міністерстві закордонних справ Російської Федерації, займався літературною діяльністю, отримав три міжнародні премії. За романом Щербинського-Арсеньєва «За законом воєнного часу» режисер Ігор Слабневич у 1983 році зняв художній фільм.[3][4]. Виходець зі знатного дворянського роду (його дід був адміралом Балтійського флоту при Миколі II, а дід по матері — віце-губернатором Новоросійської губернії на півдні України). Закінчив Московський авіаційний інститут та Літературний інститут імені Максима Горького.
- Прийомний батько — Андрій Миронов (1941—1987), радянський актор театру, кіно і артист естради, Народний артист РРФСР.

## Особисте життя
- Перший чоловік (1995—2008) — Микола Фоменко (нар.. 30 квітня 1962) — радянський та російський співак, лідер гурту «Секрет», актор, телеведучий, радіоведучий.
- Діти — Анастасія (1998)[5] та Іван (2003)[5].

У 2017 році одружилась з сином актора Василя Ліванова, Борисом Лівановим (нар.. 2 квітня 1974) — телеведучим (у 2009 році за вбивство був засуджений до позбавлення волі, які відбув покарання частково і звільнений умовно-достроково у 2014 році, а почали зустрічатись з 2015 року)
Більше 20 років захоплюється кінним спортом.

## Фільмографія

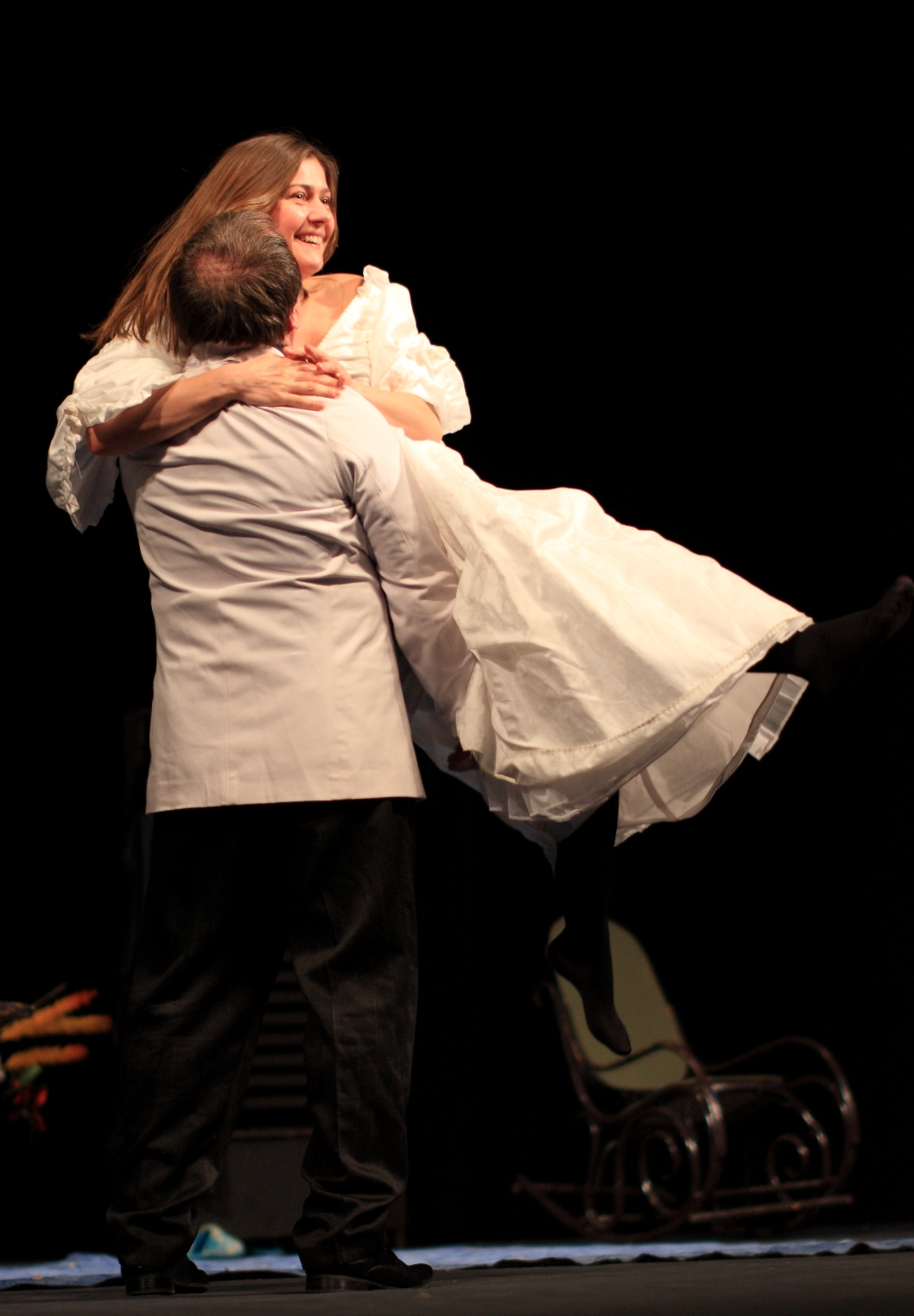
На руках у Володимира Стєклова

1. 1990 — Ребро Адама — Настя, молодша дочка Ніни Єлізарівни від другого шлюбу
2. 1992 — Завтра — Оленка
3. 1993 — Розшукове бюро «Фелікс» — Настя
4. 1994 — Хоровод — Віолетта
5. 1999 — Святий і грішний — дочка Тудишкіна
6. 2000 — Весілля — Світла
7. 2000 — Замість мене — Маша
8. 2001 — Афера — Марина Соколова
9. 2001 — П'ятий кут — Лінда, подруга Ані
10. 2003 — Небо і земля — Юлія
11. 2003 — Не звикайте до чудес… — Ольга
12. 2003 — Француз — Ганна
13. 2004 — Особистий номер — Тетяна
14. 2004 — Московська спека — Марія
15. 2004 — Джек-пот для Попелюшки — Наташа
16. 2005 — Брежнєв — Софія
17. 2005 — Єсенін — Софія Толстая
18. 2006 — Дівчинки — Альона
19. 2007 — Ленінград — Агеєва
20. 2007 — Мальовнича авантюра — Вікторія Гагаріна
21. 2008 — Казка про жінку та чоловіка — вчителька Марія Павлівна
22. 2009 — Сільська комедія — Галина
23. 2011 — Одкровення — Інна, кравчиня
24. 2011 — Понаїхали тут — Тетяна
25. 2011 — Чокнутая — Катерина Кержакова, капітан міліції
26. 2012 — Соловей-Розбійник — Устинья, ігуменя
27. 2013 — Догори дригом — Зоя Ольгівна Саламатнікова, автослюсар
28. 2013 — Залізна гора — тітка Стеха
29. 2013 — Шлях лідера — тітка Стеха
30. 2014 — Розриваючи замкнуте коло / Tyghyryqtan zhol tapqan — водійка автобуса
31. 2016 — Садове кільце — Катя
32. 2016 — Перлів — Аглая Сіверс